# Dadirejo (Margorejo)
Dadirejo is een bestuurslaag in het regentschap Pati van de provincie Midden-Java, Indonesië. Dadirejo telt 3057 inwoners (volkstelling 2010).